# Дикий пляж
«Дикий пляж» — радянський художній фільм 1990 року, знятий режисером Наталією Кіракозовою на Кіностудії ім. О. Довженка.

## Сюжет
За розповіддю Віталія Москаленка. На пустельному пляжі збирається компанія молодих чоловіків. Один із них приводить свою подругу. Дуже скоро звичайний пікнік перетворюється на п'яну оргію з насильством. Друг дівчини, страждаючи від безпорадності, заподіює собі смерть.

## У ролях
- Віктор Мережко — Філіппич, місцевий божевільний
- Андрій Пономарьов — Володя
- Олена Внукова — Олена, дівчина Володі
- Олексій Гуськов — Тимур
- Єгор Грамматиков — Льолік
- Володимир Сердюков — Юрка «Бамбіно», тракторист
- Крістапс Стрейч — солдат на вежі
- Оля Ігнатова — Оленька, дочка Олени
- Віктор Демерташ — лейтенант міліції
- Світлана Зайцева — роль другого плану
- Галія Ігнатова — роль другого плану
- Віктор Ігнатов — роль другого плану
- Василь Цибенко — роль другого плану
- Катерина Єграшина — роль другого плану

## Знімальна група
- Режисер — Наталія Кіракозова
- Сценарист — Віталій Москаленко
- Оператор — Олександр Шигаєв
- Композитор — Вадим Храпачов
- Художник — В'ячеслав Рожков